# Piotr Poleski
Piotr Poleski – kupiec olsztyński, rajca miejski, opiekun zabytków, założyciel fundacji Poleskiego. Urodził się w Olsztynie w roku 1730, zmarł również w Olsztynie, po roku 1798. Pochodził z zamożnej rodziny mieszczańskiej. Od 1765 był rajcą miejskim, zarządzał finansami miasta. Przeznaczył znaczne kwoty pieniężne na przebudowę ulic i mostów Olsztyna oraz na ratowanie zabytków, zwłaszcza gotyckiego kościoła św. Jakuba oraz należącą do tej parafii Kaplicę Jerozolimską (zabytek z poł. XVI w.). W roku 1783 przeznaczył na konserwację barokowego kościoła w Świętej Lipce kwotę 450 florenów. Działalność Poleskiego wspierał i firmował ówczesny biskup warmiński Ignacy Krasicki. Testamentem z roku 1794 utworzył beneficjat (fundację Poleskiego) dla biednych. Córka Piotra Poleskiego Anna wyszła za mąż za olsztyńskiego dzierżawcę dyliżansów i poczmistrza Kobera. Małżeństwo Koberów nie miało dzieci i zdecydowało się na wychowanie chłopca-sieroty Antoniego Blanka, urodzonego w 1785. Nikt wówczas nie przypuszczał, iż chłopiec ten wyrośnie na malarza polskiego, reprezentanta warszawskiego klasycyzmu, Antoniego Jana Blanka.

## Warto przeczytać
- A. Wakar, Olsztyn. Dzieje miasta, Olsztyn 1997.
- S. Achremczyk, Olsztyn. Dzieje miasta, Wrocław 2003.